# Seine-et-Marne
Seine-et-Marne ( fransk udtale ?) er et fransk departement i regionen Île-de-France. Hovedbyen er Melun.
Der er 5 arrondissementer, 23 kantoner og 510 kommuner i Seine-et-Marne.